# T-720
La T-720 és una carretera local de la comarca de la Ribera d'Ebre. Duu la T perquè és de les carreteres que pertanyen a la demarcació de Tarragona. Discorre íntegrament pel terme municipal de Móra la Nova, a la comarca esmentada.
La carretera s'estén des del centre de Móra la Nova, a ran del punt quilomètric 825 de la carretera N-420a, a la cruïlla del Carrer Major amb les avingudes de la Caixa de Pensions i de Mossèn Cinto Verdaguer, i en surt cap al nord-oest seguint la darrera de les avingudes esmentades. La segueix tota fins a la plaça de l'Oli, passada la qual ja surt fora del nucli urbà de Móra la Nova i segueix recte en la mateixa direcció, fins que s'aboca en la C-12 al cap de poc més d'un quilòmetre de recorregut, just a llevant de la Caseta de Vilars.